# Důlní vozík

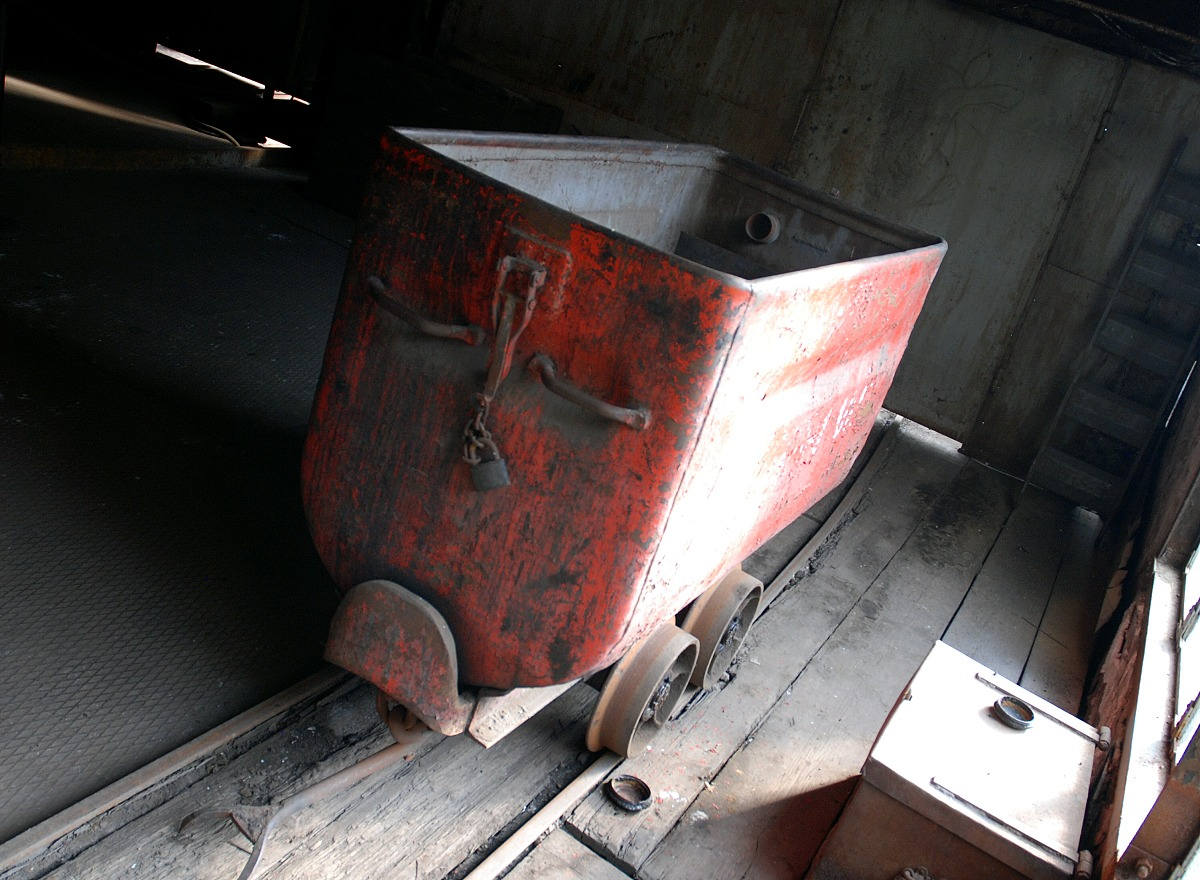
Důlní vozík v ostravském dole Michal

Důlní vozík, slangově hunt, je dopravní prostředek, specializované kolejové vozidlo. Je to otevřený vozík, který se používá pro dopravu materiálu v dole nebo v lomu. Tažen nebo tlačen může být jak lidmi, tak důlními lokomotivami, v dřívějších dobách (zejména v 19. století) se pro tažení vozu používali i důlní koně. Velikost (objem) vozu je zpravidla závislá na rozchodu důlní tratě. Objem se pohybuje od 0,5 m³ až po 1,5 m³ a to nejčastěji od rozchodu trati 450 mm do 600 mm. Důlní vozík se vyznačuje tím, že oproti jiným kolejovým vozidlům má kolečka velmi blízko u sebe v nejmenší vzdálenosti pod těžištěm (malý rozvor). To umožňuje při vykolejení menšího plného vozíku jeho nahození zpět na koleje při využití jen lidské síly, případně jednoduché páky. To dokáže udělat i jen jediný horník, pokud má sílu a zkušenost. Při vykolejení vozu o větším obsahu jeho nasazení na koleje provádí více pracovníků s použitím páky a mechanického hřebenového zvedáku. Každý vozík je na obou čelech opatřen závěsným okem (hákem), vozíky se spojují do souprav 30 až 50 vozy a tyto vlaky pak přemísťují po tratích jednotlivých pater dolu důlní lokomotivy. Důlní vozy jsou schopny přepravovat z dolu na povrch vytěžený nerost a naopak do dolu je jimi přepravován různorodý materiál potřebný k hornické činnosti. Uzavřené chráněné vozy (tzv. pulmany) jsou určeny pro přepravu osob na větší vzdálenosti v podzemí.